# Polyommatus damon
The Damon Blue (Polyommatus damon) là một loài bướm ngày thuộc họ Lycaenidae. Nó được tìm thấy ở miền trung châu Âu và temperate parts of châu Á. This beautiful butterfly is often blue.

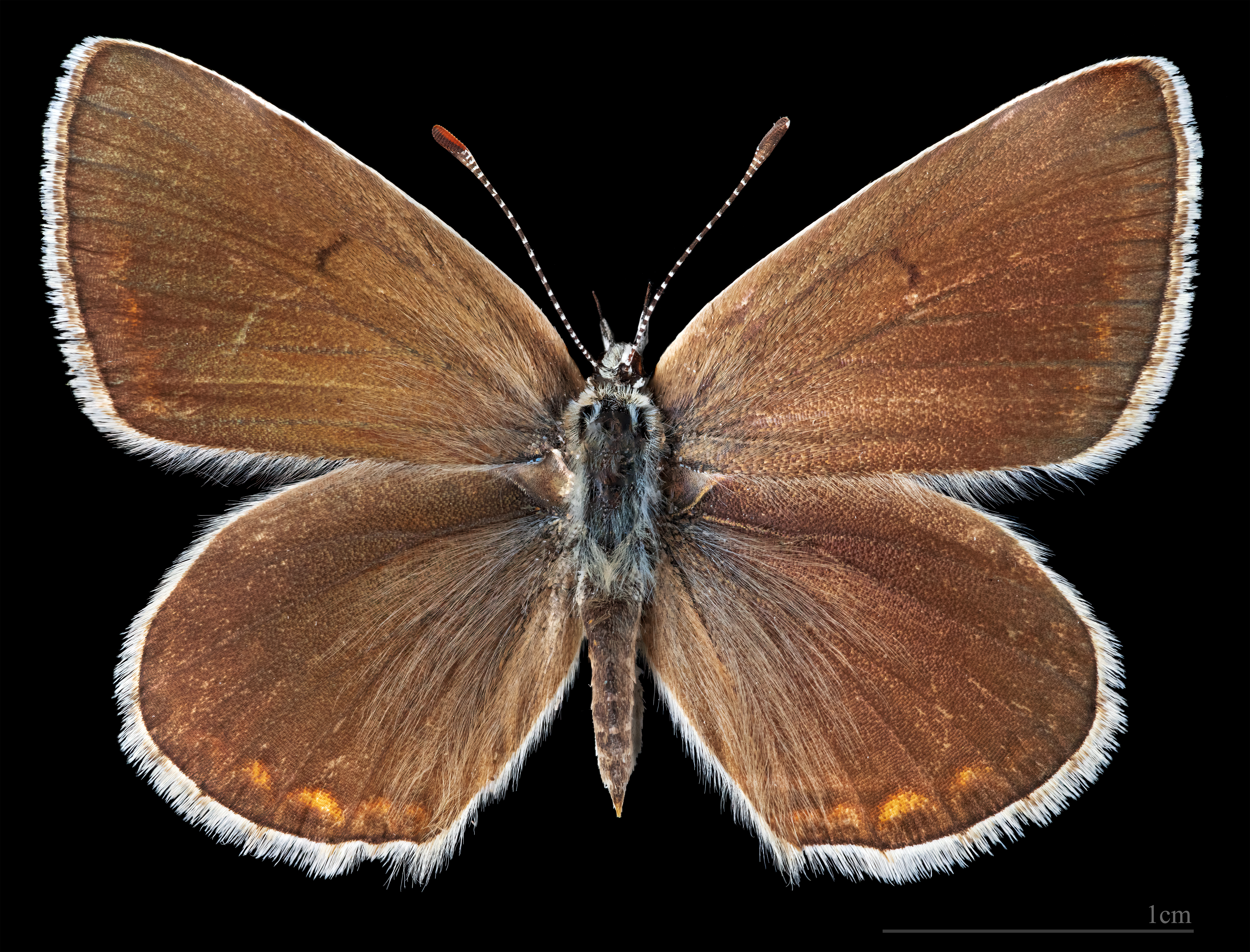
Polyommatus d. damone  ♀
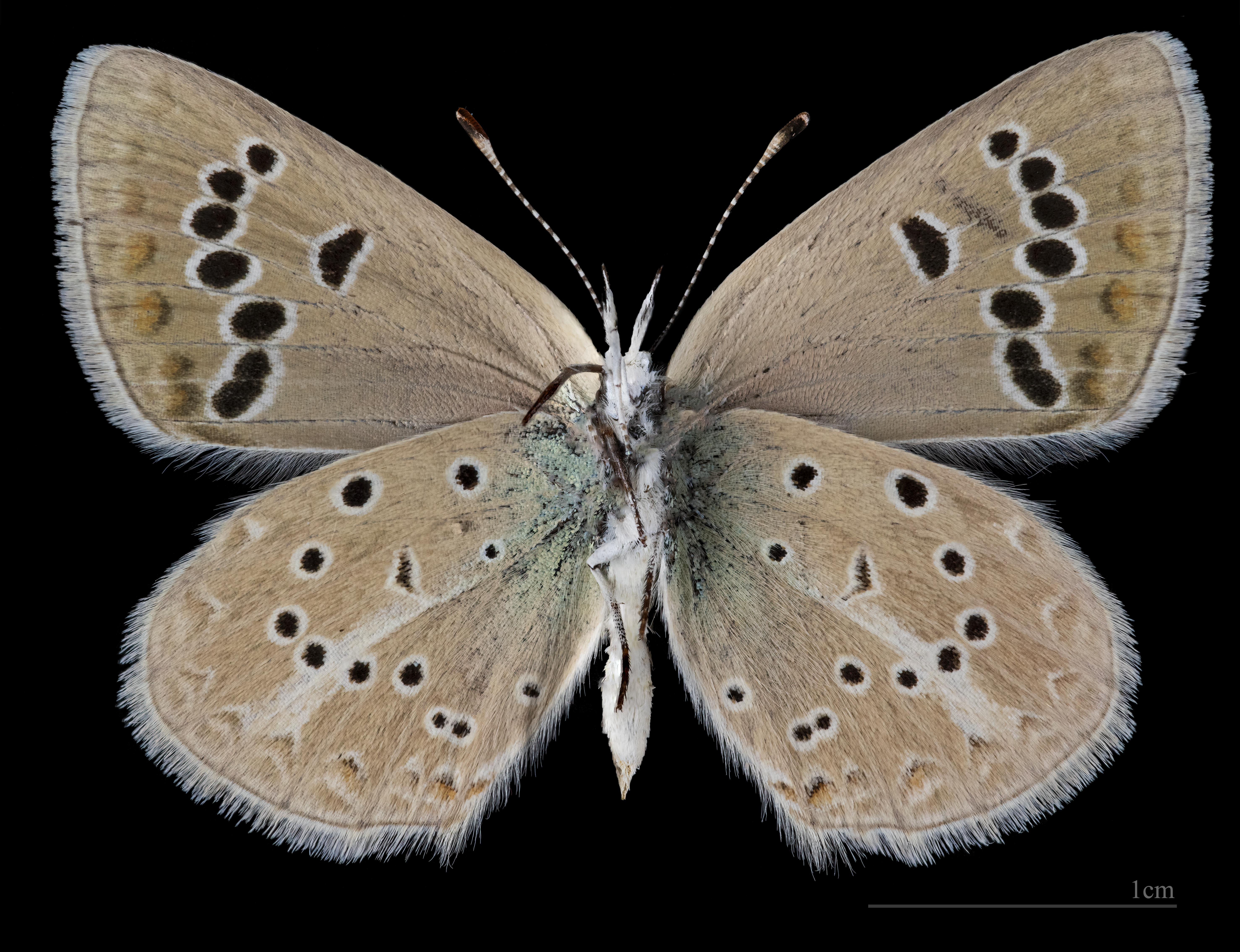
Polyommatus d. damone  ♀ △

Sải cánh dài 16–18 mm. Chúng bay từ tháng 6 đến tháng 8.
Ấu trùng ăn Onobrychis species.

## Hình ảnh

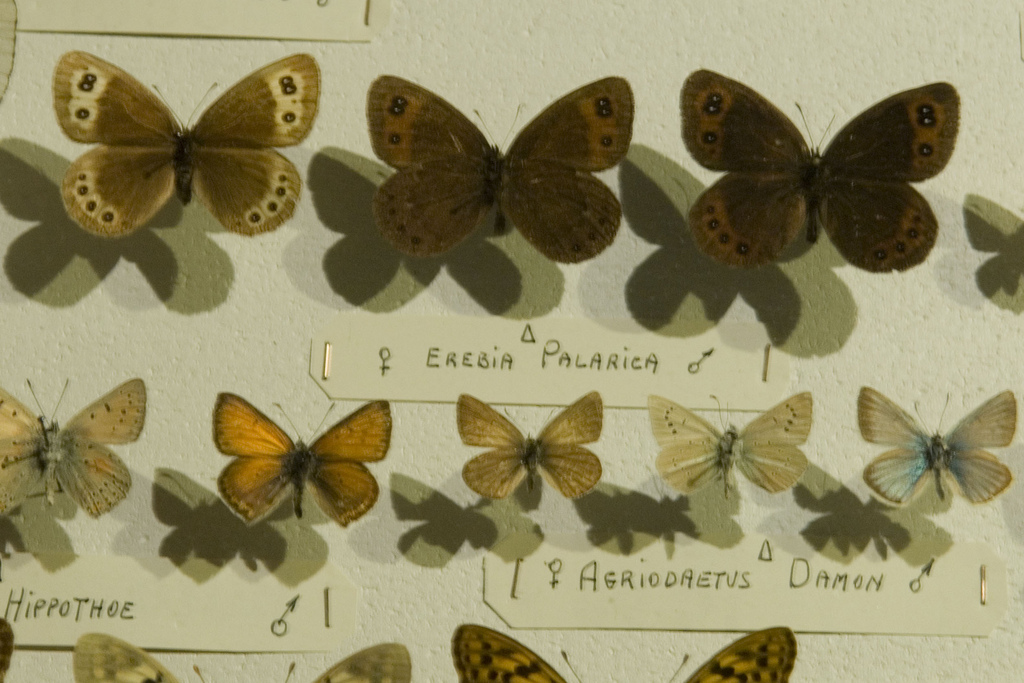
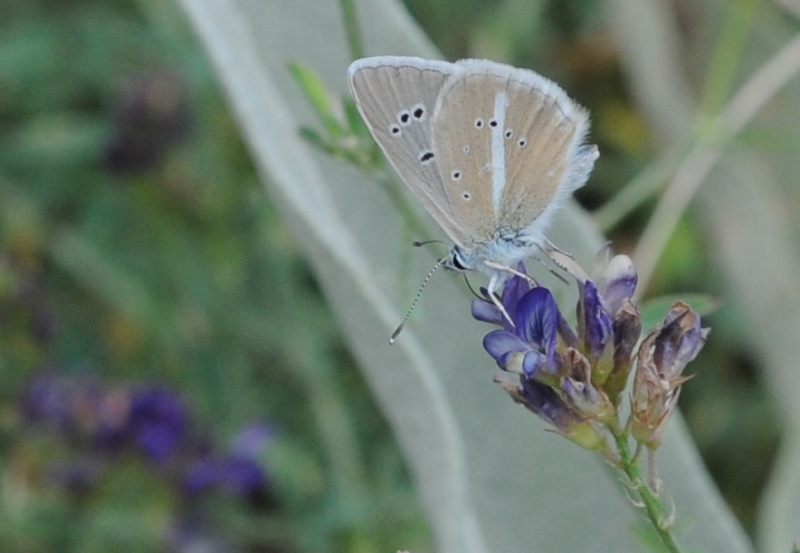
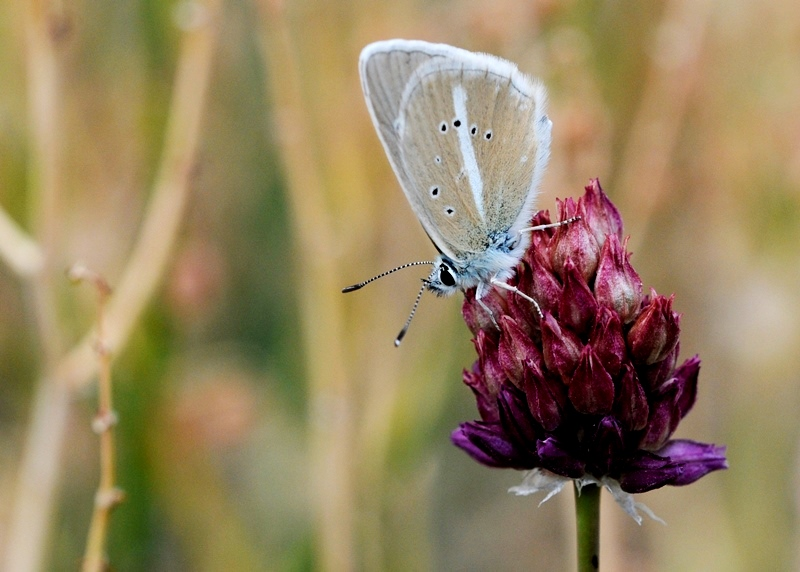
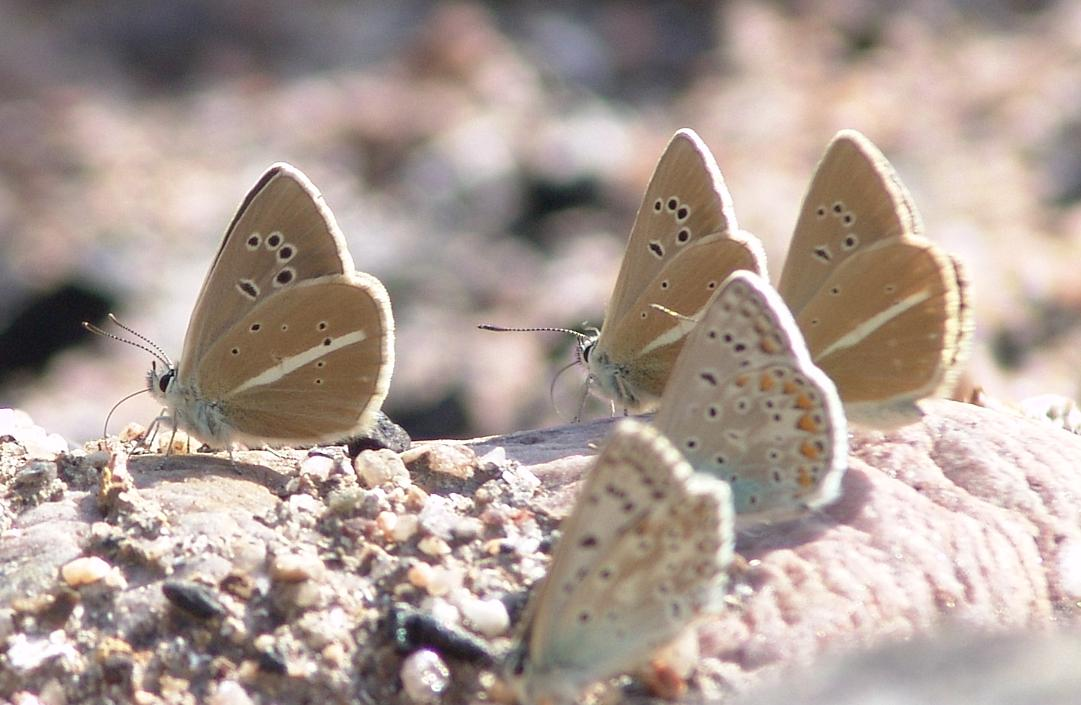